# Castello di Toyama

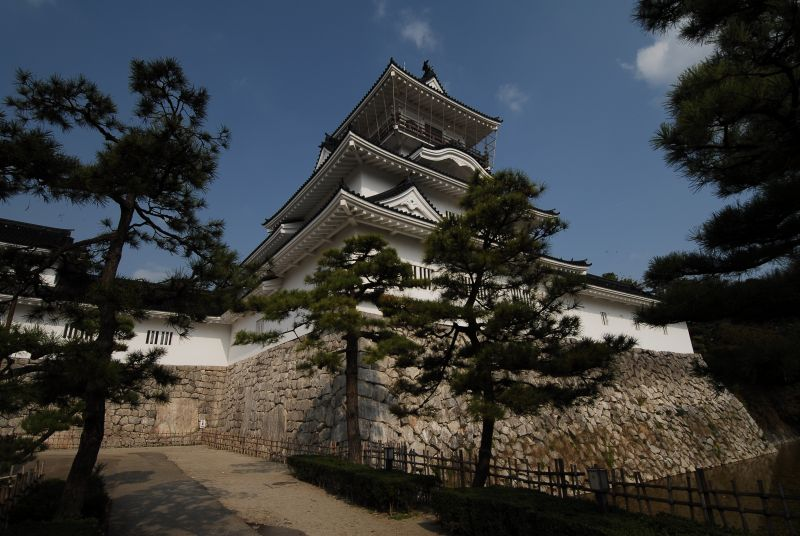
Castello di Toyama, ricostruito nel 1954

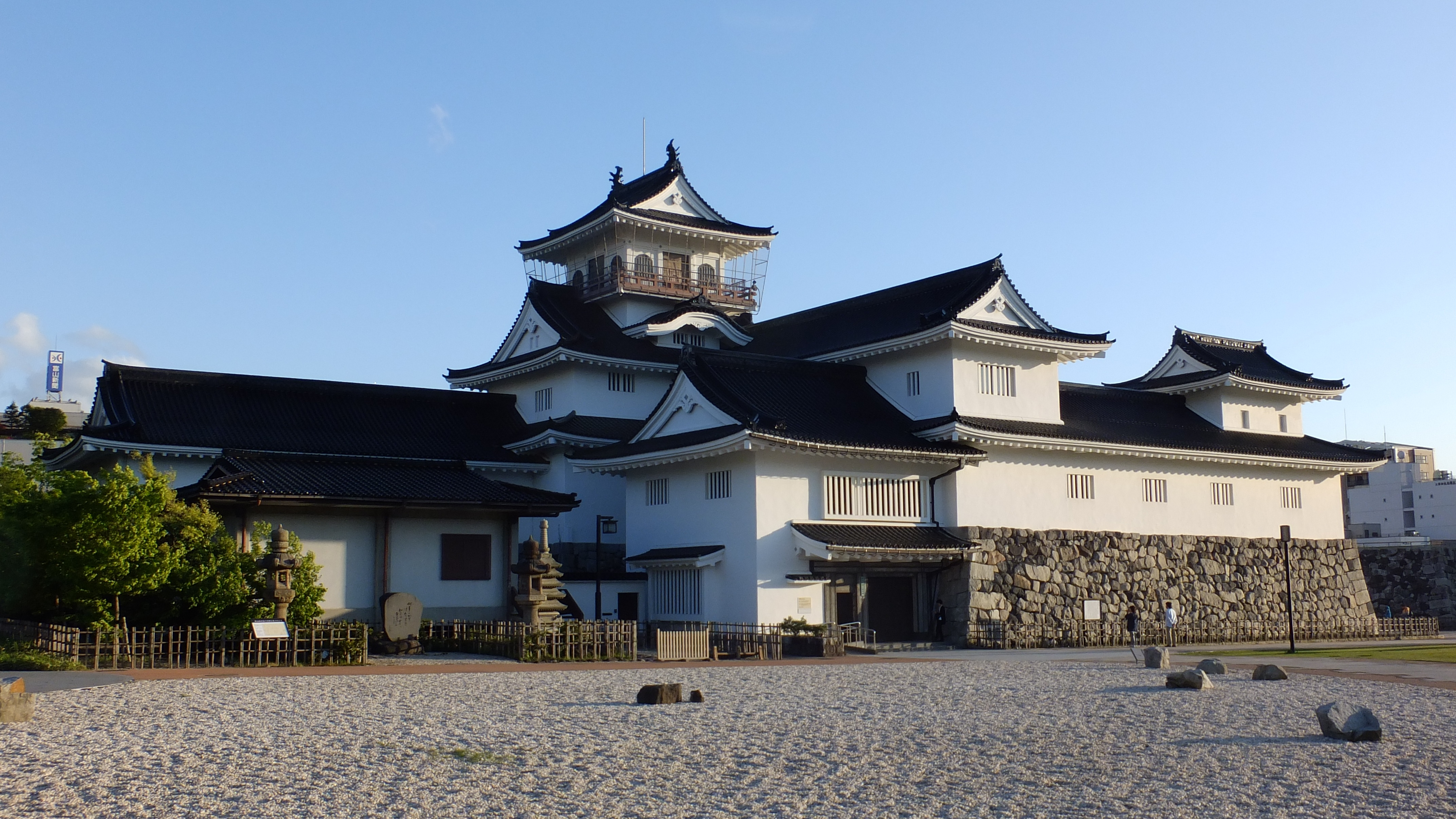
fossato del castello

Il  castello di Toyama (富山城?, Toyama-jō), conosciuto anche come castello di Azumi (安住城? Azumi-jō), è un castello della città di Toyama, nella prefettura omonima, in Giappone.

## Storia
Costruito nel 1543 dal clan Jinbō fu la loro roccaforte nei numerosi scontri avuti con i clan confinanti, soprattutto quello Shiina durante il periodo Sengoku. Il castello fu conquistato da Uesugi Kenshin nel 1560, che lasciò sotto il controllo dei Jinbo dopo che questi ebbero giurato fedeltà al clan Uesugi. Sotto la guida di Kojima Motoshige, il castello di Toyama respinse un attacco degli Ikkō-ikki di Etchū nel 1572.
Nel 1581 Sassa Narimasa, servitore di Oda Nobunaga, divenne signore del castello. Dopo l'incidente di Honnoji ci fu una controversia tra Sassa Narimasa e Toyotomi Hideyoshi, e Hideyoshi attaccò il castello con 100.000 soldati, distruggendolo. Maeda Toshinaga del clan Maeda ricostruì il castello più tardi e lo usò temporaneamente come sua casa di riposo fino a quando gran parte di esso bruciò nel 1609. Nel 1661 Maeda Toshitsugu ricostruì nuovamente il castello e ne fece la propria casa.

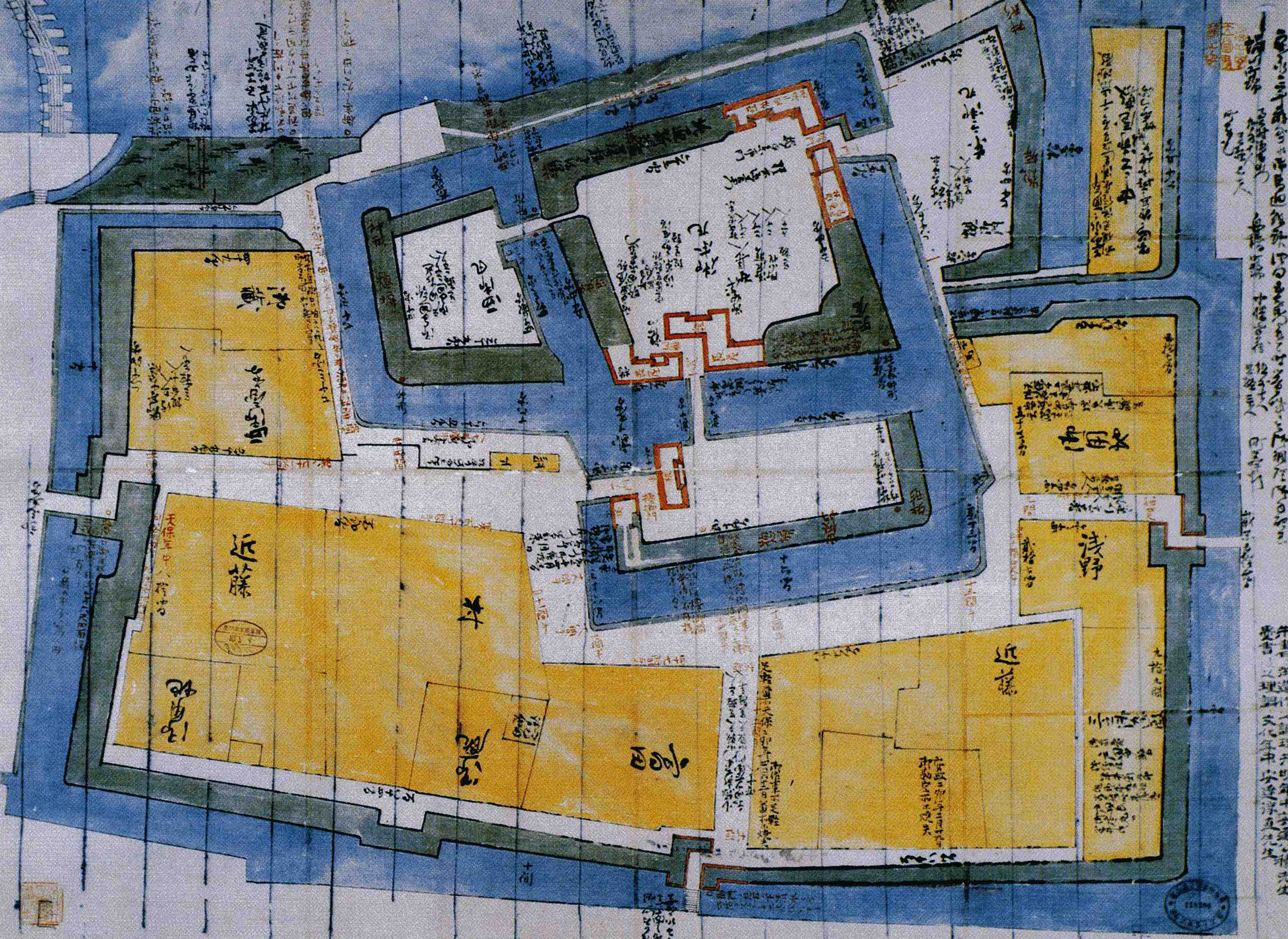
vecchia disposizione del castello

I suoi eredi governarono sulla provincia di Toyama fino alla restaurazione Meiji, quando fu smontato nel 1870. Dopo la seconda guerra mondiale fu ricostruito con una concreta struttura moderna nel 1954. Ai giorni nostri i resti del castello sono stati restaurati nel parco del castello di Toyama, è divenuto un luogo dove rilassarsi ed è utilizzato come 富山市郷土博物館? ー  museo locale di storia di Toyama , e 富山市佐藤記念美術館? ー  Sato Memorial Museum  , noto per la sua collezione di utensili per la cerimonia del tè e di antiquariato.